# Damora cuneigera
Damora cuneigera är en fjärilsart som beskrevs av Hermann Stauder 1921. Damora cuneigera ingår i släktet Damora och familjen praktfjärilar. Inga underarter finns listade i Catalogue of Life.